# De Tielcase
De Tielcase betreft de spoorloze verdwijning in Tiel van zeven mannen in de nadagen van de Tweede Wereldoorlog. Deze verdwijningen stonden na de oorlog bij justitie te boek als de Tielcase.

## Van der Zalm, Noordzij en Oosterlee

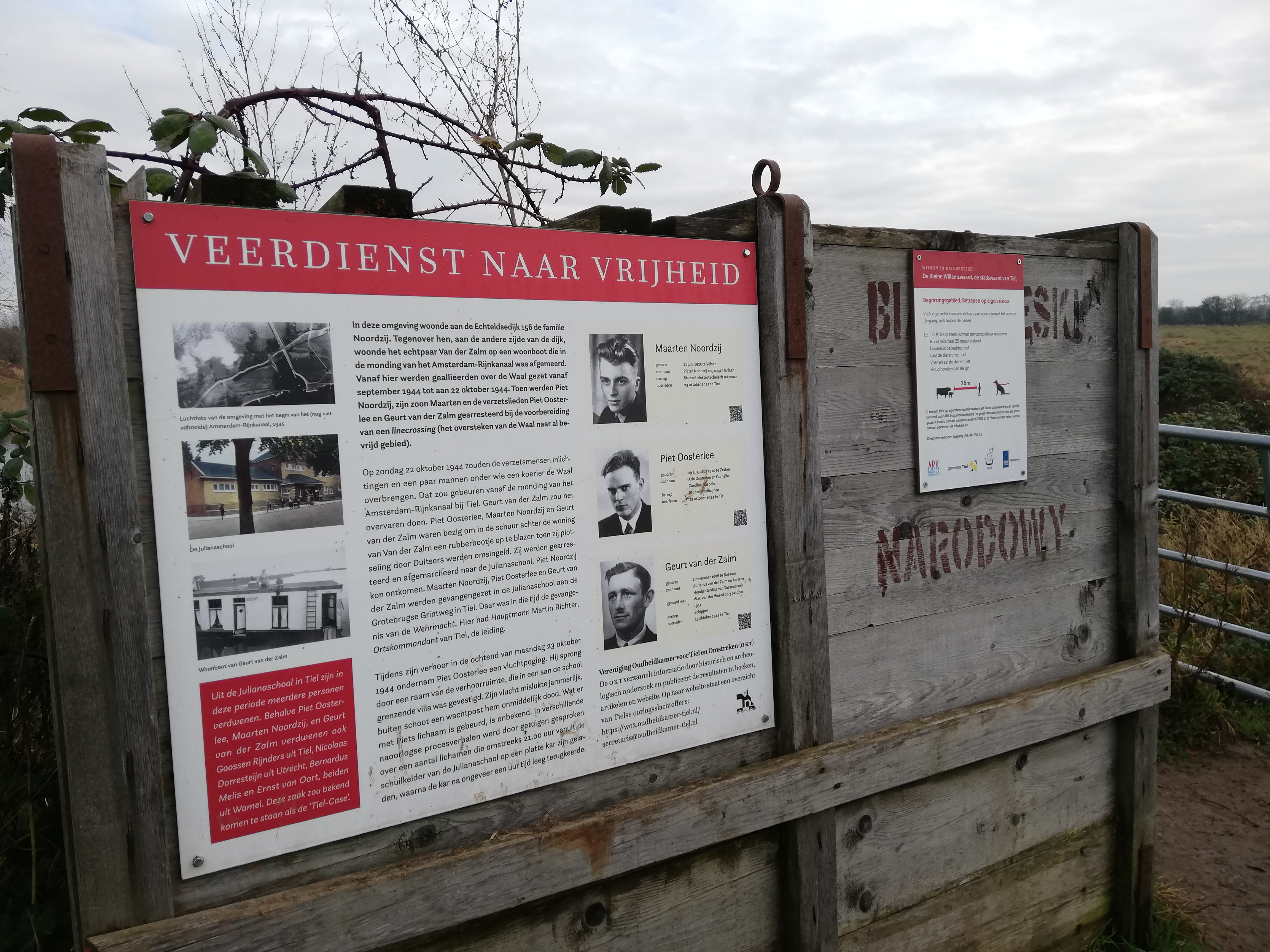
Informatiebord bij de Kleine Willemswaard

Vanaf de Echteldsedijk in Tiel werden van september tot 22 oktober 1944 geallieerden over de Waal gezet naar bevrijd gebied (zogenaamde line-crossings). Op 22 oktober waren Geurt van der Zalm (37), Maarten Noordzij (19) en Piet Oosterlee (24) bezig met het opblazen van een rubberboot om inlichtingen en een paar mannen over te zetten, toen zij werden omsingeld door een Duitse patrouille. Zij werden gearresteerd en afgemarcheerd naar de Julianaschool aan de Grotebrugse Grintweg. Daar was in die tijd de gevangenis van de Wehrmacht, waar Ortskommandant Martin Richter de leiding had. Oosterlee werd op 23 oktober bij een vluchtpoging doodgeschoten; waarschijnlijk zijn de andere twee mannen ook op 23 oktober geëxecuteerd. Van der Zalm zou zijn begraven op begraafplaats Rusthof te Amersfoort, maar daar zijn twijfels over. Mogelijk zijn de lichamen van Oosterlee en Noordzij in de Waal gedumpt.
In verschillende naoorlogse proces-verbalen spraken getuigen over een aantal lichamen die op 23 oktober omstreeks 21.00 uur vanuit de kelder van de Julianaschool op een platte kar zijn geladen, die na ongeveer een uur leeg terugkeerde.
In 2020 is bij de ingang van de Kleine Willemswaard een bord geplaatst ter herdenking van Van der Zalm, Noordzij en Oosterlee. In 2022 is in Groningen voor Piet Oosterlee een stolperstein geplaatst.

## Rijnders
Verzetsman Goossen Rijnders (44) had in zijn woning boven de schilderswinkel aan de Eerste Bleekveldstraat een radio verborgen waarmee hij naar de BBC luisterde. Hij verspreidde de berichten, en regelde met zijn telefoon wapentransporten. In oktober 1944 vielen de Duitsers zijn huis binnen en liepen rechtstreeks naar de radio. Rijnders werd gearresteerd en achterop een motor naar de Julianaschool afgevoerd. Na enkele dagen verdween ook hij spoorloos.

## Dorresteijn
Uit de Julianaschool verdween in de zelfde periode ook soldaat Nicolaas Dorresteijn (25) uit Utrecht. Hij diende bij de luchtdoelartillerie en vroeg op 27 oktober 1944 aan de brigadier van de gemeentepolitie hulp om bij de geallieerden te komen om berichten van het verzet over te brengen. Deze weigerde omdat Dorresteijn niet kon aantonen dat hij een bijzondere opdracht had. De volgende avond wilde Dorresteijn de Waal met een kano oversteken. Rond 21.00 uur werd hij bij de voorbereidingen door de Duitsers betrapt en naar de Julianaschool overgebracht. Bij een vluchtpoging werd hij na een achtervolging doodgeschoten. Door een getuige is gezien dat zijn lichaam naar de schuilkelder achter de Julianaschool werd gebracht. Onduidelijk is wat er daarna met zijn lichaam is gebeurd.

## Melis en Van Oort
Op 30 september nam een Duitse patrouille als onderdeel van de terreur tegen de burgerbevolking zes boeren uit Wamel gevangen die in de uiterwaarden aan het melken waren. Ook zij werden voor verhoor naar de Julianaschool gebracht. Tijdens de verhoren moesten ze namen van Wamelse verzetsmensen noemen. Voor zover dat is na te gaan hebben ze dat allemaal geweigerd. Twee van hen, Bernhard Melis en Ernst van Oort, zijn nooit meer teruggezien. Zij zijn vermoedelijk op 4 oktober doodgeschoten.